# Revuelta de los marineros de 1936 (Portugal)
La revuelta de los marineros, o Motín de los barcos del Tajo, fue un levantamiento militar que tuvo lugar el 8 de septiembre de 1936. Participaron los navíos de la Marina portuguesa NRP Dão, NRP Bartolomeu Dias y NRP Afonso de Albuquerque. El levantamiento fue organizada por la Organización Revolucionaria Armada (ORA), una estructura vinculada al Partido Comunista Portugués que tenía como objetivo la liberación de prisioneros políticos, opositores del régimen de Salazar. La rebelión fue aplastada, lo que resultó en la muerte de 12 marineros y la deportación de otros 34 al campo de concentración de Tarrafal . Varios oficiales y sargentos fueron despedidos. Fue el último desafío militar al Estado Novo hasta 1974. 

## Los hechos

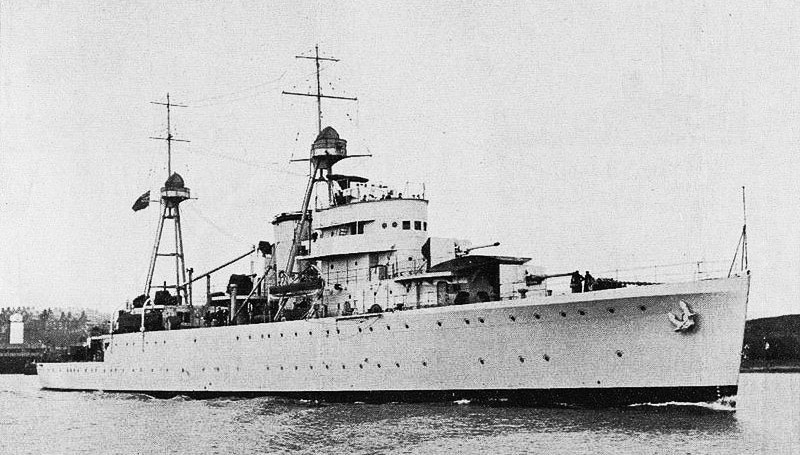
NRP Afonso de Albuquerque (1934)

El levantamiento fue la culminación de un intenso trabajo de agitación y manifestaciones de descontento por parte de cientos de marineros, muchos de los cuales pertenecían a la ORA. 
Los rebeldes tomaron los barcos Dão, Afonso de Albuquerque y Bartolomeu Dias para llevarlos al mar y hacer un "ultimátum" al Gobierno exigiendo el fin de la persecución de los militares armados y la liberación de prisioneros. 
El Gobierno se enteró de los preparativos y, después de unas horas, logró controlar la revuelta, ordenando la intervención de la aviación contra los buques insurgentes. El resultado fue la muerte de 10 marineros, cientos de prisioneros y la expulsión de la Armada de elementos vinculados a ideas democráticas y comunistas. 
Algunos de los detenidos fueron los primeros prisioneros enviados a la Colonia Penal de Tarrafal, donde ingresaron el 29 de octubre de ese año. Con ellos también fueron rebeldes del Movimiento del 18 de enero de 1934 .

## En la ficción
Este levantamiento es retratado por José Saramago en su novela El año de la muerte de Ricardo Reis (1984). También se hace referencia en la obra Sinais de Fogo (1978) de Jorge de Sena. 